# Vladimir Jakovlevič Pereladov
Vladimir Jakovlevič Pereladov (Morozovo, 14 ottobre 1918 – 17 febbraio 2008) è stato un militare sovietico che ha partecipato alla Resistenza italiana.

## Biografia
Nato il 14 ottobre 1918 nel villaggio di Morozovo, allora nella gubernija dello Enisej e oggi nell'Iskitimskij rajon, divenne presto orfano di entrambi i genitori, e venne di fatto cresciuto in un battaglione militare di stanza a Berdsk. Dopo la scuola frequentò una rabfak e nel 1937 si iscrisse alla facoltà di economia a Mosca.
Nel luglio del 1941 entrò volontario nella milizia popolare e divenne comandante di batteria nel 21º Reggimento fanteria. Nell'agosto del 1943, dopo essere stato ferito e fatto prigioniero, venne trasferito in Italia per la realizzazione delle fortificazioni della Linea Gotica. Riuscito a fuggire, si unì alle formazioni partigiane operanti nell'Appennino modenese. Nel marzo del 1944 fu alla testa di un reparto partigiano composto prevalentemente da ex prigionieri russi, che successivamente si organizzò nel Battaglione sovietico, di cui commissario politico era Anatolij Makarovič Tarasov, e che contribuì alla costituzione ed alla difesa della Repubblica partigiana di Montefiorino.
Il 15 aprile 1945 ha fatto ritorno in Unione Sovietica, rimanendo per tre anni ricoverato in un ospedale militare. Successivamente ha ripreso gli studi interrotti dalla guerra, laureandosi nel 1951 e lavorando poi alla direzione della miniera numero 2 Intaugol' e come specialista presso il Gosplan. Membro di varie associazioni di veterani e autore del libro Zapiski russkogo garibal'dijca (Memorie di un garibaldino russo), ha vissuto a Mosca dove è morto nel 2008. È stato cittadino onorario di Sassuolo e di Berdsk.
A Vladimir Pereladov è dedicato il documentario di Valerija Lovkova Bello Ciao (2015).

## Pubblicazioni
- Zapiski russkogo garibal'dijca. Novosibirskoe knižnoe izd-vo, 1988.